# Ghiacciaio Marinelli
Il ghiacciaio Marinelli è un ghiacciaio della Cordillera Darwin situato nel Parco nazionale Alberto de Agostini, nella Regione di Magellano e dell'Antartide Cilena, in Cile.
Il ghiacciaio ha origine nella catena montuosa Darwin e termina nella baia di Ainsworth , una delle numerose baie del fiordo Almirantazgo . Il Ghiacciaio Marinelli è in recessione dalla seconda metà del XX secolo;
L'acqua di disgelo del ghiacciaio Marinelli sfocia nel torrente Marinelli .
Prende il nome in onore del geografo italiano Giovanni Marinelli.